# Országok ünnepeinek és emléknapjainak listája

## Európai országok

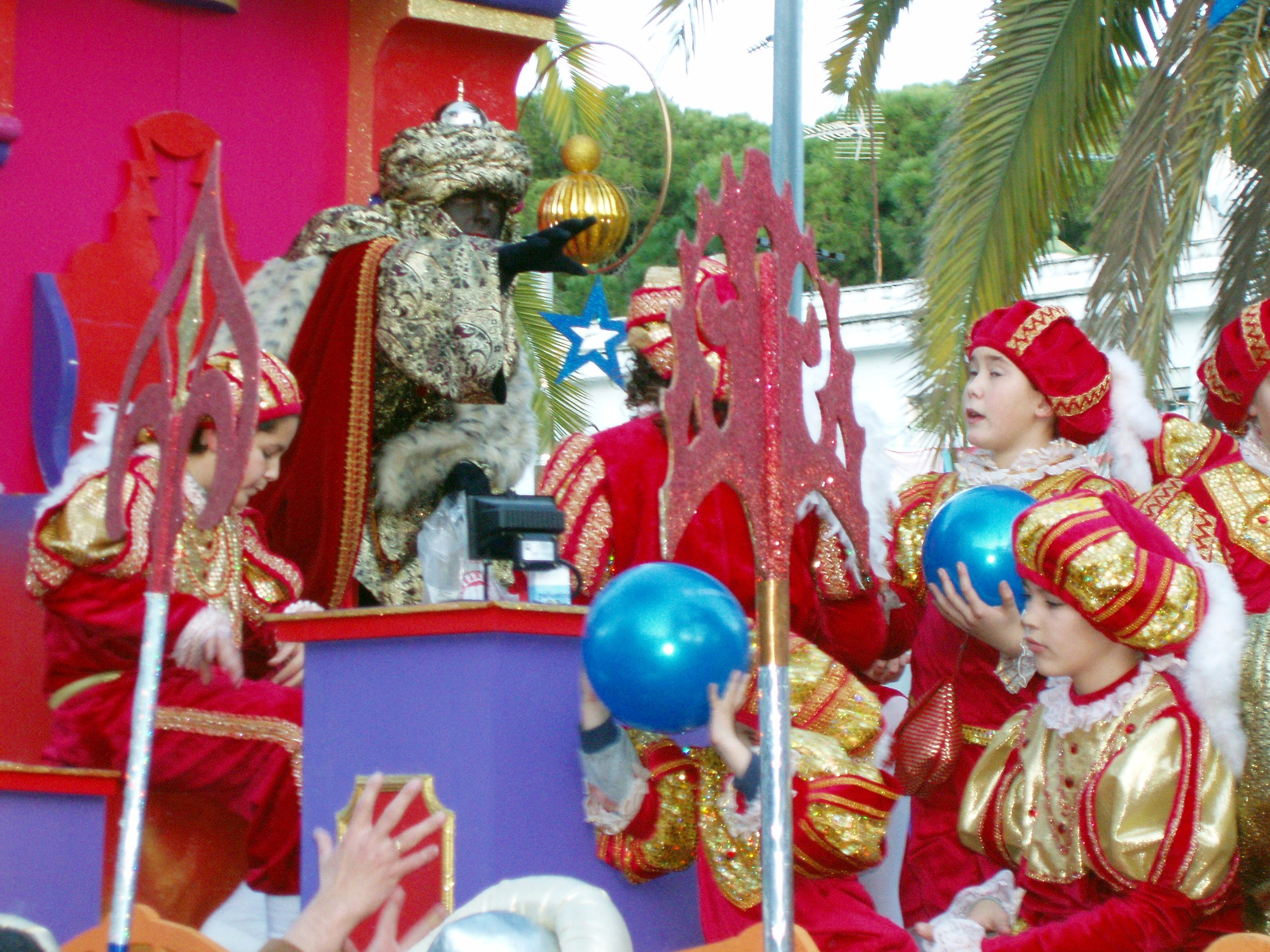
A háromkirályok felvonulása (Cádiz, Spanyolország, 2006. január 5.)

Magyarország ünnepeit lásd a Magyarországi ünnepek és emléknapok listája című szócikkben!
- Bulgária
  - január 8.: bábanap (Бабинден), az anyaság ünnepe
  - február 14.: Szent Trifon ünnepe (Trifon Zarezan, azaz „Szőlőmetsző Trifon”, a szőlőművesek védőszentje)[1]
  - február 19.: Vaszil Levszki-emléknap
- Finnország
  - február 28. - A Kalevala napja[2]
- Litvánia
  - január 13.: a szabadság védelmének emléknapja[3]
  - január 25.: Kirmeline - hagyományos pogány újévünnep[4]
  - február 16.: nemzeti ünnep, a litván államiság visszaállításának évfordulója
- Olaszország
  - február 10.: az emlékezés napja („a Foibék napja”)
  - augusztus 15. - Mária mennybevétele (Ferragosto)
- Oroszország
  - február 23.: férfinap, a haza védőinek napja
- Spanyolország
  - január 2.: Granada - Dia de la Toma (a mórok kiűzésének befejezése emlékére)
  - január 5.: a Háromkirályok felvonulása (Cabalgata de Reyes Magos) - hagyományos népünnepély
  - február 28.: Andalúzia napja
- Szerbia
  - január 27.: Szerbia - Szent Száva ünnepe (Savindan)
  - február 15.: Sretenje, szerb nemzeti ünnep
- Szlovákia
  - január 1.: a függetlenség napja
  - április 5.: A kassai kormányprogram emléknapja, a szlovákiai magyarok nemzeti gyásznapja[5]

További országok:
- január 11.: Albánia - Köztársaság napja
- január 22.: Ukrajna - az egyesülés napja (День Соборності України)
- január 27.: Szerbia - Szent Száva ünnepe (Savindan)
- január 29.: Gibraltár (Egyesült Királyság): az alkotmány ünnepe
- február 5.: San Marino - felszabadulás napja
- február 8.: Szlovénia - Prešeren-nap (a szlovén kultúra ünnepe)
- február 10.: Málta - Szent Pál hajótörésének emlékünnepe (Szent Pál Málta védőszentje)
- február 17.: Koszovó - A függetlenség napja[6]
- február 24.: Észtország - a függetlenség napja; Románia - Dragobete (a szerelmesek napja)
- március 17.: Írország - Szent Patrik napja, nemzeti ünnep

## Afrikai országok
- Benin
  - január 10.: Vudu-nap (nemzeti ünnep)
  - január 16.: a mártírok napja

További országok:
- január 1.: Kamerun és Szudán - a függetlenség napja
- január 3.: Burkina Faso - a forradalom napja, a népi felkelés évfordulója
- január 4.: Angola - a gyarmati elnyomás mártírjainak napja; Kongói Demokratikus Köztársaság - a függetlenség mártírjainak napja
- január 11.: Marokkó - függetlenségi ünnepnap (Watiqat al Istiqlal)
- január 12.: Tanzánia - a zanzibári forradalom napja
- január 13.: Togo - a felszabadítás napja (az 1963-as katonai puccs emlékére)
- január 15.: Malawi nemzeti emléknapja (John Chilembwe Day)
- január 18.: Tunézia - a forradalom napja
- január 20.: Lesotho és Mali - a hadsereg napja
- január 28.: Ruanda - a demokrácia napja (a köztársaság kikiáltása)
- február 3.: Mozambik - a hősök napja
- február 5.: Burundi - az egység napja; Kongói Köztársaság - az elnök napja; Tanzánia: a Forradalmi Állampárt (Chama Cha Mapinduzi) napja
- február 18.: Gambia nemzeti ünnepe
- február 22.: Egyiptom - az arab egység napja[7]

## Amerikai országok
- Amerikai Egyesült Államok:
  - január 4.: Trivia-nap (Trivia Day)
  - január 13.:Stephen Foster emléknap[8]
  - január 16.: a vallásszabadság napja
  - január 19.: Lee tábornok emléknap az USA több államában
  - január harmadik hétfője - Martin Luther King emléknap (szövetségi szintű ünnep 1986 óta)
  - január 20.: az új elnök beiktatásának napja (Inaugural Day, négyévenkénti szövetségi szintű ünnep)
  - február 11.: feltalálók napja (National Inventors' Day, 1983-tól)
  - február 12.: Lincoln születésnapja - hivatalos ünnep az USA több északi államában
  - február harmadik hétfője: Washington születésnapja az USA-ban (gyakran Presidents' Day, azaz „Elnökök napja” néven)[9]
  - október 9.: Leif Eriksson napja
- Dominikai Köztársaság
  - január 26.: Juan Pablo Duarte napja
  - február 27.: a függetlenség napja
- Haiti
  - január 1.: a függetlenség napja
  - január 2.: az ősök napja (Jour des Aïeux)
- Kanada
  - február 15.: A nemzeti zászló napja
- Mexikó
  - január 5.: a Háromkirályok felvonulása (Cabalgata de Reyes Magos) - hagyományos népünnepély
  - február 5.: az alkotmány napja

További országok:
- január 1.: Szamoa - a függetlenség napja; Kuba - a forradalom évfordulója
- január 9.: Panama: a mártírok napja
- február 7.: Grenada - a függetlenség napja
- február 23.: Guyana - a köztársaság napja

## Ázsiai országok
- Brunei
  - január 1.: a függetlenség napja
  - február 23.: nemzeti ünnep
- Észak-Korea

Szeidzsin-siki: nagykorúvá válásukat ünneplő japán lányok 2008-ban

  - április 15.: Kim Ir Szen születésnapja
  - szeptember 9.: az államalapítás napja
- India
  - január 14.: Szankranti aratóünnep[10]
  - január 26.: a köztársaság napja
  - január 30.: a mártírok emléknapja[11]
  - január vége: Srí Pancsami (Shree Panchami) hindu tavaszünnep
  - február 28.: A tudomány napja
- Japán
  - január második hétfője: Szeidzsin-siki - A nagykorúvá válás nemzeti ünnepe, amikor az ország azokat ünnepli, akik betöltötték a 20. életévüket.
  - február 3.: Szecubun - a tavasz kezdetének ünnepe
  - február 11.: Az államalapítás ünnepe (Kenkoku kinen-no-hi)
  - november 3.: a japán kultúra napja
- Laosz
  - január 6.: a Pathet Lao napja
  - január 20.: a hadsereg napja
- Mianmar
  - január 4.: a függetlenség napja
  - február 12.: a nemzeti egység napja
- Nepál
  - január 30.: Srí Pancsami (Shree Panchami) hindu tavaszünnep, valamint a mártírok napja[12]
  - február 19.: a demokrácia napja[13]
- Türkmenisztán
  - január 12.: az emlékezés napja
  - február 19.: a nemzeti zászló napja

További országok:
- január 7.: Kambodzsa - a népirtó rendszer fölött aratott győzelem napja
- január 20.: Azerbajdzsán - a mártírok napja
- február 4.: Srí Lanka - a függetlenség napja
- február 9.: Libanon - Szent Maron ünnepnapja (Szent Maron a maronita egyház alapítója, Libanon védőszentje)
- február 11.: Irán - Az iszlám forradalom győzelmének évfordulója
- február 21.: Banglades - a mártírok napja
- február 23.: Tádzsikisztán - a hadsereg napja
- február 25.: Fülöp-szigetek - a népi hatalom napja
- február 25-26.: Kuvait nemzeti ünnepei - a függetlenség kikiáltása és a felszabadulás napja
- február 28.: Tajvan - A béke napja

## Ausztrália és az óceániai országok
- január 26.: Ausztrália napja, nemzeti ünnep
- január 31.: Nauru - a függetlenség napja
- február 6.: Új-Zéland nemzeti ünnepe (waitangi egyezmény aláírása)